# اوستادکوول‌ل
اوستادکوول‌ل (به سوئدی: Östadkulle) یک منطقهٔ مسکونی در سوئد است که در بخش وورگوردا واقع شده‌است. اوستادکوول‌ل ۰٫۲۸ کیلومتر مربع مساحت و ۲۴۵ نفر جمعیت دارد.